# Robert Feenstra
Robert Feenstra, né à Batavia le 5 octobre 1920 et mort à Oegstgeest le 2 mars 2013, est un juriste et historien du droit néerlandais . Son père, également juriste, a d'abord travaillé comme avocat, puis comme membre de l'administration de la justice dans les Indes néerlandaises et aux Pays-Bas.

## Vie et travail
Robert Feenstra a étudié le droit à l'université d'Amsterdam (aujourd'hui université d'Amsterdam), où il a obtenu son doctorat cum laude en 1949 avec une thèse intitulée Reclame en revindicatie.
Après avoir brièvement travaillé à la Banque des Pays-Bas, Feenstra a été professeur à l'université d'Utrecht de 1949 à 1952, où il a enseigné l'introduction au droit et l'histoire du droit néerlandais. Par la suite et jusqu'à son éméritat en octobre 1985, il a été professeur du droit romain et de son histoire à l'université de Leyde. Feenstra a acquis une renommée internationale pour ses études de droit romain médiéval.
Même après sa retraite, Feenstra est resté actif dans les domaines scientifiques et éducatifs. En 2006, à l'âge de 86 ans, il a présidé la conférence internationale The Past and Future of Money à Leyde.
En 2009, à 89 ans, il publie une nouvelle édition scientifique du De Mare Liberum d'Hugo de Groot. Il s'agit d'une édition bilingue – latin et anglais – contenant de nombreuses références  (ISBN 9789004177017).
Il est finalement décédé à l'âge de 92 ans.
Robert Feenstra a obtenu onze doctorats honoris causa : Dijon, Sienne, Montpellier, Gand, Rennes, Glasgow, Paris, Le Cap, Pretoria, Bologne et Orléans.
Feenstra était membre de l' Académie royale des sciences des Pays-Bas, de l'Académie royale flamande des sciences et des arts de Belgique, de l'Akademie der Wisschenschaften Göttingen, de l'Académie des Lyncéens et de la British Academy.
De plus, Feenstra était chevalier de l'ordre du Lion des Pays-Bas (Ridder in de Orde van de Nederlandse Leeuw) et avait obtenu plusieurs distinctions étrangères, telles que celle de commandeur de l'ordre du Mérite de la République italienne, commandeur de l'ordre de Léopold II et commandeur de l'ordre des Palmes académiques. En 2008, il a reçu la médaille Meijers de l'université de Leyde pour ses services à la faculté de droit de Leyde. L'université d'Amsterdam a honoré Feenstra le 8 avril 2009 avec une reconfirmation festive pour les 60 ans de son doctorat de 1949. Le 14 octobre 2010, il a été promu commandeur de l'ordre du Lion des Pays-Bas (Commandeur in de Orde van de Nederlandse Leeuw) à l'occasion de son 90e anniversaire.
Au fil des ans, Feenstra s'est vu offrir quatre ouvrages de mélanges à son honneur :
- en 1974 Fata iuris Romani, Études d'histoire du droit par Robert Feenstra  (ISBN 9060212185)
- en 1985 Satura Feenstra, Fribourg 1985  (ISBN 2-8271-0311-7)
- en 2000 Developing Delict: Essays in honour of Robert Feenstra Juta & Co  (ISBN 0 7021 5709 0)
- en 2005 Van Harte Professor, Berkel en Rodenrijs 2005  (ISBN 90-7383855 X)

## À propos de Feenstra
- Laurens Winkel: 'Levensbericht Robert Feenstra'. In: Jaarboek van de Maatschappij der Nederlandse Letterkunde te Leiden , 2015-2016, p. 89-95